# Graviditetshypertoni
Graviditetshypertoni (högt blodtryck under graviditeten) definieras som utvecklingen av "ny" arteriell hypertoni hos en kvinna efter 20 veckors graviditet.

## Behandling
Det finns ingen specifik behandling men tillståndet följs noga för att snabbt kunna identifiera havandeskapsförgiftning (preeklampsi) och dess livshotande följdtillstånd graviditetskramp (eklampsi). Behandlingmöjligheterna är begränsade då de flesta blodtrycksmediciner påverkar fostret negativt; metyldopa och labetalol är de två vanligast använd läkemedlen vid allvarlig hypertoni hos gravida.